# Jubbâ
Jubbâ (en persan : جبی) était une ancienne ville située près de la rivière Dujaïl (Dujail al-Ahwaz, aujourd'hui appelée le Karoun) et d'autres villages, entre Bassorah et Ahvaz. Elle se situait alors dans la province du Khouzistan.

## Histoire
Pendant la période préislamique, selon Hamid Reza Farrokh Ahmadi, la ville se nommait Gaban. Nous ne connaissons cependant pas encore bien la date exacte de sa fondation.
Cette ville était dépendante politiquement et économiquement de celle de Bassorah. La canne à sucre et la palmeraie y étaient cultivée,. La ville est aussi l'endroit de naissance de l'éminent théologien Abu 'Ali al-Jubbâ'i.
À son apogée, la ville aurait fait plus de 270 hectares. L'archéologie révèle aussi que la ville aurait eu son architecture jardinière propre.
La ville est aujourd'hui disparue, du fait très probable d'une inondation au Ve siècle de l'Hégire (soit vers le XIIe siècle). Des fouilles ont été menées en 2008 ; cependant, du fait de la guerre Iran-Irak entre 1980 et 1988, le terrain a été gravement endommagé. Hamid Reza Farrokh Ahmadi note par exemple que l'on trouvait des munitions, ou des mines non-explosées.